# Jesús Montoya
Jesús Montoya Alarcón (* 4. Dezember 1963 in Cabezo de Torres,  Provinz Murcia) ist ein ehemaliger spanischer Radrennfahrerler.
Montaya wurde 1987 Berufssportler und gewann als Neoprofi mit einer Etappe Vuelta a Cantabria sein erstes Profirennen. Bei der Vuelta a España 1992 trug er insgesamt an 12 Tagen das Führungstrikot und wurde drei Tage vor Ende noch von Tony Rominger abgelöst und wurde am Ende Gesamtzweiter. Zu seinen bedeutendsten Siegen gehören je eine Etappe der Vuelta a España 1991 und 1993 und die spanische Meisterschaft im Straßenrennen. Nach Ablauf der Saison der Saison 1996 beendete er seine Laufbahn als Aktiver.

## Erfolge
1987
- eine Etappe Vuelta a Cantabria

1990
- Gesamtwertung Vuelta a los Valles Mineros
- eine Etappe Katalonien-Rundfahrt
- Gesamtwertung und eine Etappe Vuelta a La Rioja

1991
- Klasika Primavera de Amorebieta
- eine Etappe Vuelta a Espana

1992
- eine Etappe Andalusien-Rundfahrt

1993
- eine Etappe und Kombinationswertung Vuelta a Espana
- Subida al Naranco

1994
- eine Etappe Setmana Catalana de Ciclisme

1995
- Spanischer Meister – Straßenrennen

## Grand-Tours-Platzierungen
| Grand Tour            | 1987 | 1988 | 1989 | 1990 | 1991 | 1992 | 1993 | 1994 | 1995 | 1996 |
| --------------------- | ---- | ---- | ---- | ---- | ---- | ---- | ---- | ---- | ---- | ---- |
| Giro d’ItaliaGiro     | –    | –    | –    | –    | –    | –    | –    | DNF  | 27   | –    |
| Tour de FranceTour    | –    | –    | –    | –    | 74   | 69   | 117  | –    | –    | DNF  |
| Vuelta a EspañaVuelta | 67   | 104  | –    | 18   | 23   | 2    | 5    | DNF  | 37   | DNF  |